# هاري بي غلاسمان
هاري بي غلاسمان (بالإنجليزية: Harry P. Glassman) هو قاضي ومحامي أمريكي، ولد في 21 فبراير 1928، وتوفي في 15 مايو 1981.